# تخت (سقز)
تخت(به کردی: تەخت، Text) روستایی از توابع بخش زیویه در شهرستان سقز است که در استان کردستان ایران قرار دارد.

## جمعیت
این روستا در دهستان تیلکوه واقع شده و براساس سرشماری سال ۱۳۸۵، جمعیت آن ۲۳۶ نفر (۵۱ خانوار) بوده‌است.